# Jonas Högman
Jonas Högman, död 8 mars 1740 i Stockholm, var en svensk musiker och hovkapellist. 

## Biografi
Högman var 1700-1715 hautboist vid Svea Livgarde i Melzack i Tyskland. Han var dock troligen anställd som militärmusiker redan i Danmark år 1700. Han följde armén till Poltava och Bender och återvände till Sverige med kungen 1715. Han var verksam vid Hovkapellet från 1716 till 1740. Högman spelade oboe och violin och var också kapellets instrumentreparatör. Han var en respekterad medlem av kapellet och anförtroddes vid flera tillfällen ekonomiska frågor.  

### Familj
Gift 30 oktober 1716 i Stockholm med Elisabet Arling (född 1687). De fick tillsammans barnen Carl Magnus Högman (född 1717), Catharina Elisabeth Högman (född 1718) Charlotta Högman (1720-1779), Alexander Högman (1721), Anna Maria Högman (född 1723) och Johan Högman (född 1726). Deras dotter Charlotta medverkade som vokalist vid Fredrik I:s begravning 1751.